# ハイカー (雑誌)
『ハイカー』（hiker）は、かつて山と溪谷社が発行していた登山専門誌。

## 概要
山と溪谷社が1955年に創刊した「山と溪谷」の姉妹誌。1971年に「日本と世界の旅」に改称し、1974年に休刊になった。
「ハイカー」185巻と「日本と世界の旅」36巻の通巻221号。
ハイカー創刊の3年後の1958年に山と溪谷社はクライミング専門誌「岩と雪」を創刊している。
休刊の翌年の1975年には「夏山JOY」を創刊し、「ヤマケイJOY」を経て「ワンダーフォーゲル」と改称し、2021年現在も続刊中である。